# Phủ nhận HIV/AIDS

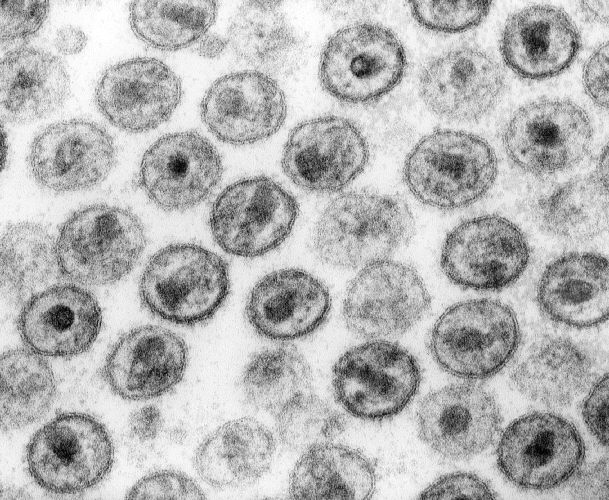
Ảnh hiển vi điện tử của vi rút suy giảm miễn dịch ở người. Những người phủ nhận HIV/AIDS tranh cãi về sự tồn tại của HIV hoặc vai trò của nó trong việc gây ra bệnh AIDS.

Phủ nhận HIV/AIDS là từ chối thừa nhận rằng vi rút suy giảm miễn dịch ở người (HIV) gây ra hội chứng suy giảm miễn dịch mắc phải (AIDS), mặc dù đã có bằng chứng rõ ràng mang tính khẳng định.  Một số người ủng hộ nó bác bỏ sự tồn tại của HIV, trong khi những người khác chấp nhận rằng HIV tồn tại nhưng cho rằng nó là một loại vi rút khách vô hại và không phải là nguyên nhân của bệnh AIDS. Trong chừng mực họ thừa nhận AIDS là một căn bệnh thực sự, họ cho rằng nó là sự kết hợp của một số hành vi tình dục, thuốc kích thích, suy dinh dưỡng, điều kiện vệ sinh kém, bệnh máu khó đông, hoặc tác dụng của các loại thuốc được sử dụng để điều trị nhiễm HIV (thuốc kháng retrovirus). 
Sự đồng thuận về mặt khoa học là bằng chứng cho thấy HIV là nguyên nhân gây ra bệnh AIDS là chắc chắn  và những tuyên bố của những người phủ nhận HIV/AIDS là khoa học giả dựa trên thuyết âm mưu, lập luận sai lầm, lỗi tư duy kiểu hái anh đào, và chủ yếu là hiểu nhầm dữ liệu khoa học lỗi thời. Với sự bác bỏ những lập luận này của cộng đồng khoa học, tài liệu phủ nhận HIV/AIDS giờ đây được nhắm vào những đối tượng kém tinh thông về mặt khoa học và chủ yếu lan truyền qua Internet.
Mặc dù không được khoa học chấp nhận, chủ nghĩa phủ nhận HIV/AIDS đã có tác động chính trị đáng kể, đặc biệt là ở Nam Phi dưới thời Tổng thống Thabo Mbeki. Các nhà khoa học và bác sĩ đã lên tiếng cảnh báo về cái giá phải trả của việc phủ nhận HIV/AIDS, điều này cản trở những người nhiễm HIV sử dụng các phương pháp điều trị đã được chứng minh. Các nhà nghiên cứu sức khỏe cộng đồng đã cho rằng 330.000 đến 340.000 ca tử vong liên quan đến AIDS, cùng với 171.000 ca nhiễm HIV khác và 35.000 ca nhiễm HIV ở trẻ sơ sinh, là do chính phủ Nam Phi từng phủ nhận HIV / AIDS. Việc sử dụng gián đoạn các phương pháp điều trị ARV cũng là mối quan tâm lớn trên toàn cầu vì nó có khả năng làm tăng khả năng xuất hiện của các chủng virut kháng ARV.